# آشنایی (فیلم ۱۹۷۷)
آشنایی (به هندی: Apnapan) یا خویشاوندی (به انگلیسی: Kinship) فیلمی هندی محصول سال ۱۹۷۷ و به کارگردانی جی. اوم پراکاش است. در این فیلم بازیگرانی همچون جیتندرا، رینا روی، سولاکشانا پاندیت، سانجیو کومار، افتخار و آریونا ایرانی ایفای نقش کرده‌اند.